# Martin Štrbák
Martin Štrbák (ur. 25 stycznia 1975 w Preszowie) – słowacki hokeista, reprezentant Słowacji, dwukrotny olimpijczyk.

## Kariera
- HC 07 Prešov (1994)

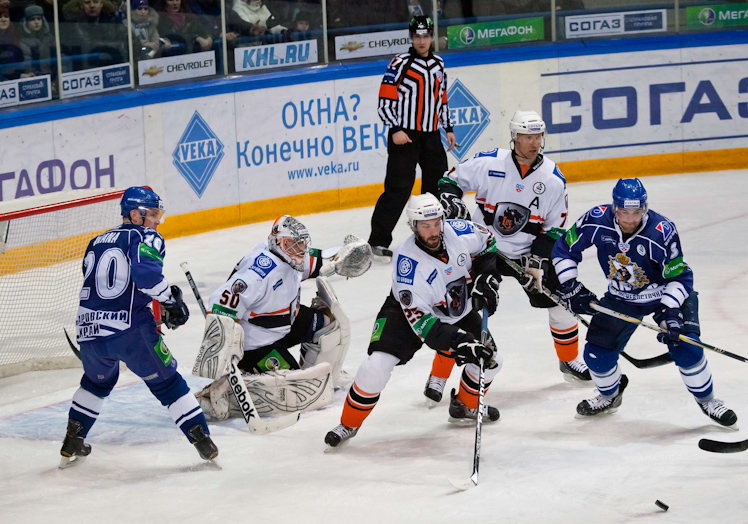
Martin Štrbák (pierwszy z prawej w białym stroju) w barwach Lev Poprad (2012)

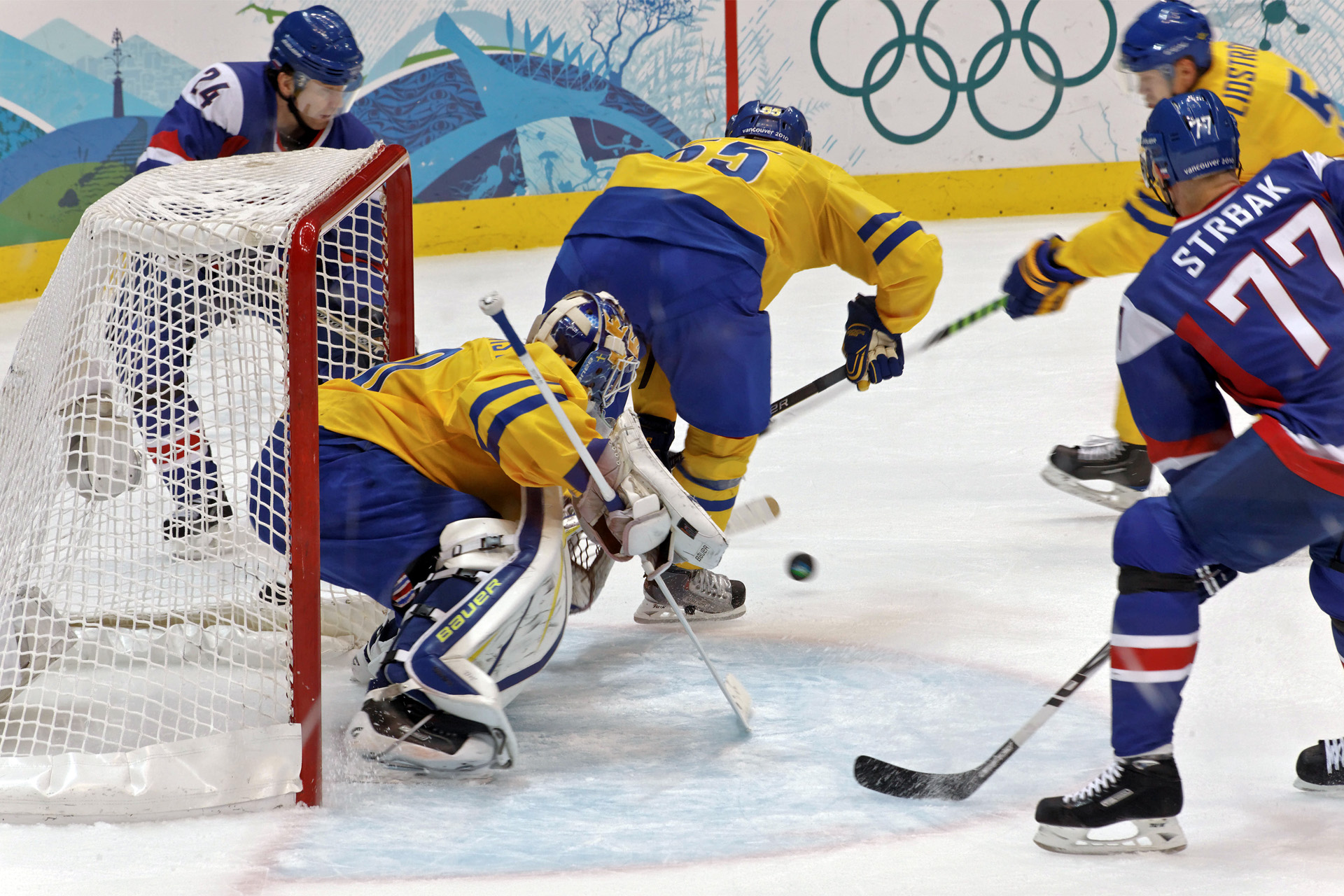
Martin Štrbák (pierwszy z prawej tyłem) w barwach Słowacji podczas ZIO 2010

- Slovan Bratysława (1994-1997)
- HK Spišská Nová Ves (1997-1998)
- Slovan Bratysława (1998-1999)
- HK Trnava (1999)
- HC Litvínov (1999-2000)
- HC Vsetín (2000-2002)
- Łokomotiw Jarosław (2002-2003)
- HPK (2003)
- Los Angeles Kings (2003)
- Pittsburgh Penguins (2003-2004)
- Manchester Monarchs (2004)
- HC Koszyce (2004)
- CSKA Moskwa (2004-2007)
- Mietałłurg Magnitogorsk (2007-2008)
- HC Pardubice (2008-2009)
- Rögle BK (2009)
- HK MWD Bałaszycha (2009-2010)
- Dinamo Moskwa (2010-2011)
- HC Lev Poprad (2011-2012)
- Rögle BK (2012)
- HC Koszyce (2012-2015)

Wychowanek klubu HC 07 Prešov. Od grudnia 2012 roku po raz drugi w karierze zawodnik słowackiego klubu HC Koszyce. Zwolniony na początku października 2015. Wówczas zakończył karierę zawodniczą.
Uczestniczył w turniejach mistrzostw świata w 2000, 2001, 2002, 2003, 2004, 2005, 2006, 2007, 2008, 2011, Pucharu Świata 2004 oraz na zimowych igrzyskach olimpijskich 2006 i 2010.
W kadrze Słowacji rozegrał 162 mecze, co jest aktualnym rekordem.

## Sukcesy
Reprezentacyjne
- Złoty medal mistrzostw świata: 2002
- Srebrny medal mistrzostw świata: 2000
- Brązowy medal mistrzostw świata: 2003

Klubowe
- Brązowy medal mistrzostw Słowacji: 1995 ze Slovanem
- Puchar Tatrzański: 1997, 1998 ze Slovanem
- Złoty medal mistrzostw Czech: 2001 z HC Vsetín
- Złoty medal mistrzostw Rosji: 2002 z Łokomotiwem
- Brązowy medal mistrzostw Finlandii: 2003 z HPK
- Brązowy medal mistrzostw Rosji: 2008 z Mierałłurgiem
- Puchar Mistrzów: 2008 z Mierałłurgiem
- Srebrny medal mistrzostw Rosji / KHL: 2010 z MWD
- Złoty medal mistrzostw Słowacji: 2014, 2015 z HC Koszyce

Indywidualne
- SM-liiga (2002/2003):
  - Pierwsze miejsce w klasyfikacji +/- turnieju: +13
- Mistrzostwa Świata w Hokeju na Lodzie 2003:
  - Pierwsze miejsce w klasyfikacji +/- w fazie play-off: +11
- KHL (2009/2010):
  - Mecz Gwiazd KHL
  - Czwarte miejsce w klasyfikacji asystentów wśród obrońców w sezonie zasadniczym: 26 asyst
  - Trzecie miejsce w klasyfikacji kanadyjskiej wśród obrońców w sezonie zasadniczym: 34 asysty
  - Czwarte miejsce w klasyfikacji strzelców wśród obrońców w fazie play-off: 4 gole
  - Drugie miejsce w klasyfikacji asystentów wśród obrońców w fazie play-off: 9 asyst
  - Drugie miejsce w klasyfikacji kanadyjskiej wśród obrońców w fazie play-off: 13 punktów
  - Pierwsze miejsce w liczbie oddanych strzałów na bramkę w fazie play-off: 63
- Ekstraliga słowacka w hokeju na lodzie (2012/2013):
  - Skład gwiazd[5]

## Odznaczenia
- Krzyż Prezydenta Republiki Słowackiej I Stopnia – 2002[6]
- Medal Prezydenta Republiki Słowackiej – 2003[7]